# Saeco
La Saeco International Group S.p.A., in seguito denominata Philips Saeco S.p.A., è un'azienda italiana che produce macchine per caffè espresso e distributori automatici di bevande e snack.

## Storia

### L'innovazione

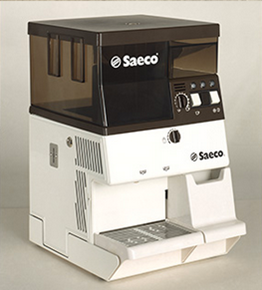
La prima Saeco mod. Superautomatica.

Viene fondata nel 1981 da Sergio Zappella, un bergamasco che nel 1951 è emigrato con la famiglia in Svizzera e nel 1972 ha aperto un negozio di elettrodomestici, e da Arthur Schmed, ingegnere di nazionalità svizzera, a Gaggio Montano, in provincia di Bologna (dove ha sede tuttora), come Saeco S.r.l.. Il nome della società deriva dalle iniziali della denominazione estesa "Sergio, Arthur e compagnia".
L'azienda cresce rapidamente nei primi anni di attività, tanto che nel 1985 produce e commercializza la prima macchina per caffè espresso completamente automatica. Un'innovazione che porta il marchio ad affermarsi nei mercati italiano ed estero. Nel 1986 comincia a creare numerose filiali, dapprima in Europa e in seguito nelle Americhe, in Asia e Australia, distribuendo i propri prodotti in più di 60 paesi. Nasce anche Cosmec, dedicata alla realizzazione di componenti per le macchine per il caffè, un'iniziativa che permette di controllare l'intera filiera.
Nel 1989 Saeco viene ceduta al ricco uomo d'affari austro-americano Gerhard Andingler, la cui proprietà dura fino al 1993, quando i vecchi proprietari (insieme ad altri partner italiani) riacquistano la società. Nel 1995 l'azienda avvia anche la produzione di condizionatori.
Nel 1999 acquisisce la Gaggia, altra storica azienda nel settore delle macchine per caffè professionale. Sempre quell'anno la società assume il nome di Saeco International Group.

### Dalla Philips alla Evoca

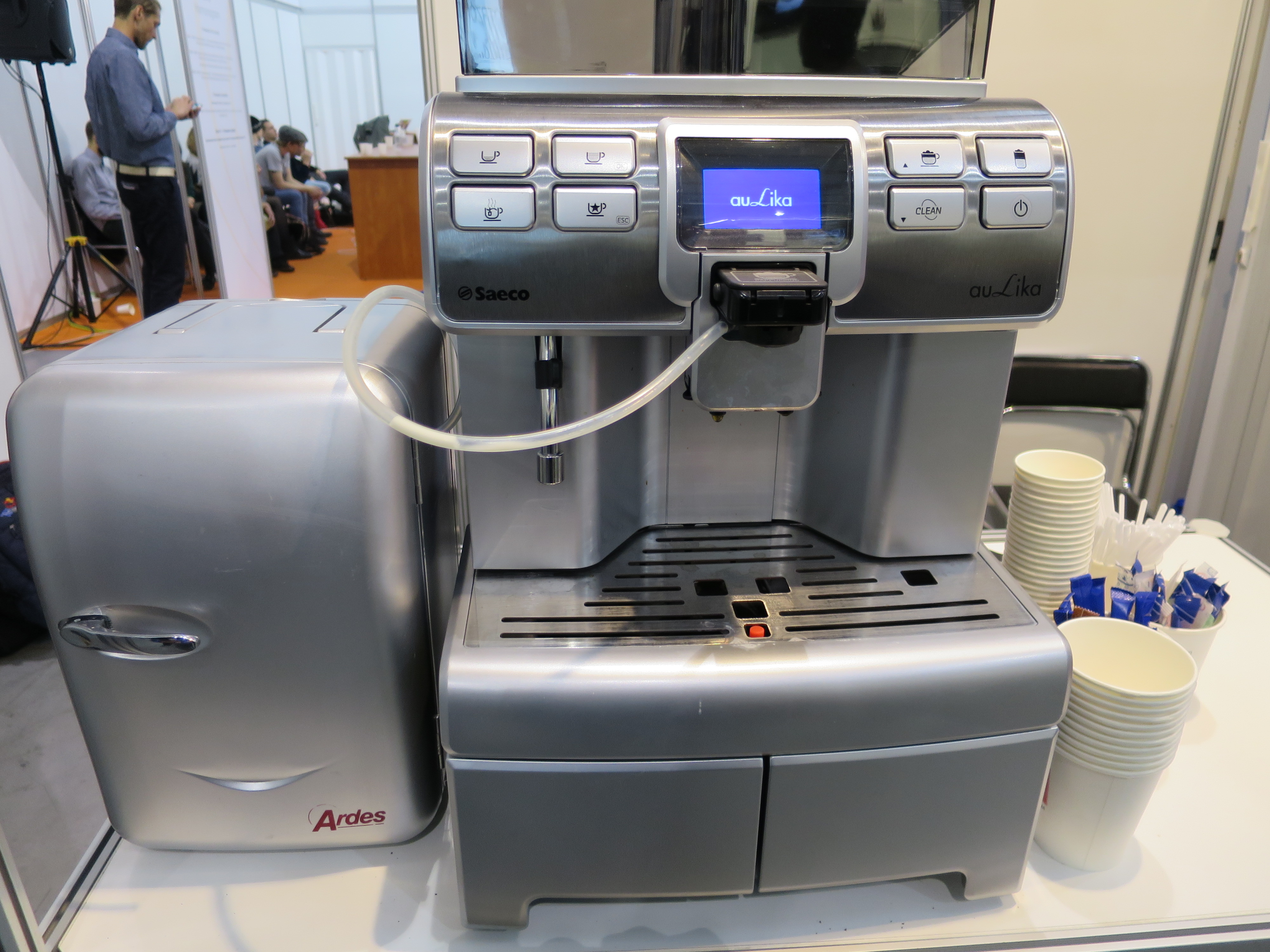
La Saeco mod. AuLika macchina professionale.

Nel dicembre 2000 Saeco è quotata alla Borsa di Milano, entrando nel settembre 2002 nel segmento Star. Nel 2004 il Gruppo viene acquisito dalla Pai Partners, una private equity francese, che rileva il 66,85% dell'azienda bolognese. Sergio Zappella rimane in azienda come presidente con il 27,15% del capitale, Schmed continua a svolgere l'incarico di direttore tecnico con una quota di capitale del 6%. Quell'anno il gruppo registra un fatturato di 411 milioni di euro, ha un utile di 44 milioni e dà lavoro a circa 2 000 dipendenti sparsi in una decina di stabilimenti.
Sempre nel 2004 la società è ritirata dalla Borsa con un'offerta pubblica di acquisto che frutta 215 milioni di euro. Cinque anni più tardi, nel 2009, la Saeco viene ceduta alla multinazionale olandese Philips. L'azienda è leader nella produzione di macchine da caffè in Europa, dove controlla una quota di mercato del 30%.
Nel febbraio 2016 la Philips decide di investire 23 milioni di euro negli stabilimenti di Gaggio Montano ponendo fine ad un periodo difficile dal punto di vista economico per il marchio Saeco caratterizzato da riduzione della produzione (dismessa l'area del business professionale e dimezzata quella delle macchine domestiche) ed eccesso di manodopera.

### La divisione del gruppo Saeco
Nel 2017 Philips cede la divisione Saeco Professional (compreso il marchio Gaggia) alla N&W Global Vending S.p.A., azienda bergamasca leader nei distributori automatici per bevande e snack, nata nel 2000 dall'integrazione di Necta e Wittenberg e controllata da un fondo statunitense, Lone Star. Nel novembre 2017 N&W cambia il nome in Evoca Group.

### La Saeco Philips
Con la vendita nel 2017 del ramo professional, la divisione macchine del caffè domestiche con lo stabilimento di Torretta ed i marchi Saeco e Gaggia rimangono di proprietà del gruppo Philips. Nel 2020 anche Philips venderà al fondo cinese Hillhouse Capital, attuale proprietario.

## La Saeco nello sport

La squadra di ciclismo Saeco festeggia la vittoria di Damiano Cunego al Giro d'Italia 2004.

A cavallo tra secondo e terzo millennio, la Saeco entrò nel mondo delle sponsorizzazioni sportive, impegnandosi dapprima nel calcio come sponsor di maglia del Pisa (1987-1990) e poi in maniera ancora maggiore nel ciclismo, con un'omonima squadra (1996-2004); per quest'ultima corsero ciclisti di fama mondiale quali Ivan Gotti, Mario Cipollini, Paolo Savoldelli, Gilberto Simoni, Danilo Di Luca, Igor Astarloa e Damiano Cunego.